# Ladislav I. Ogrski
Ladislav I. ali Ladislav Sveti (madžarsko I. (Szent) László , slovaško Ladislav I Svätý), ogrski kralj (1077-1095), * ca. 1040  (ali morda 1046) na Poljskem, † 29. julij 1095  v Oradei. pripadnik dinastije Árpádovcev. Poleg Štefana I. in Kolomana Ladislav I. (Sveti) velja za enega najpomembnejših ogrskih vladarjev. Leta 1192 so ga razglasili za svetega, njegov god pa je postal 27. junij. Po smrti so se o njem spletle številne legende. 

## Življenje

### Prva leta
Ladislav je bil sin ogrskega kralja  Béle I. Mati je bila po imenu neznana poljska princesa, ki je bila sestra poljskega kralja Kazimirja I. Zaradi bojev za ogrski prestol je oče skupaj z Ladislavovima stricema Leventejem in Andrejem okrog leta 1037 zbežal na Češko in od tam na Poljsko, kjer jih je sprejel kralj Mieszko II. Verjetno se je na Poljskem rodil tudi Ladislav. Očetu Béli so se med drugimi rodili še sinovi Géza in Lampret. Ena od Bélovih hčera je bila Helena Lepa (madžarsko Ilona , hrvaško Jelena Lijepa), ki je postala žena hrvaškega kralja Dimitrija Zvonimirja.
Družina se je kmalu vrnila na Ogrsko, saj so leta 1046 ogrski velikaši očeta in oba strica poklicali nazaj na Ogrsko, kjer je bil Bélov brat Andrej izbran za ogrskega kralja. Andrej je prvotno za naslednika izbral Ladislavovega očeta Bélo in v ta namen Bélo imenoval za vojvodo, v njegovo Nitransko vojvodino pa je vključil sever in vzhod Ogrske, kar je pomenilo tretjino ogrskega kraljestva (Tercia pars Regni). Ko se je Andreju rodil sin Salomon, so se odnosi med Andrejem in Bélo poslabšali. Béla se je pred bratom pravočasno umaknil na Poljsko. Tam je oče našel zaveznika v poljskem vladarju Boleslavu II. (1058-1079), tako da se je Béla leta 1060 na Ogrsko vrnil z močno poljsko podporo in porazil Andreja. Princa je podprla večina ogrskih velikašev.

### Ladislav kot kraljevič
Ladislavov oče je tega leta postal novi ogrski kralj, toda njegovo vladanje je bilo kratkega veka. Andrejeva vdova in Andrejev sin Salomon sta namreč našla zatočišče na Henrikovem nemškem cesarskem dvoru, cesar pa je preko svojega varovanca Salomona skušal imeti vpliv na izbiro ogrskega vladarja. Leta 1063 se je cesar odločil za vojaški spopad z ogrskim vladarjem, toda Béla se je še pred spopadom smrtno ponesrečil na svojem dvoru, tako da do ključnega spopada sploh ni prišlo, čeprav so cesarske sile že vdrle v državo.
Ladislav in njegovi bratje so sedaj ponovno bežali v tujino. Novi kralj Salomon je v spremstvu cesarskih enot prispel v Székesfehérvár, kjer se je dal kronati. 
Toda po umiku nemškega vladarja so se Ladislav in njegova brata na Ogrsko vrnili v spremstvu poljskih čet. Ogrsko plemstvo je uvidelo, da bi novi notranji boji oslabili državo in so zato kralja Salamona in tri Bélove sinove prepričali v pomiritev.

### Ladislav v poznih letih
Po smrti brata Géze se je Ladislav povzpel na ogrski prestol. Bil je impresiven vladar, saj je bil po fizični konstituciji orjak, zelo visok in nadpoprečno fizično močan. Ladislav se je leta 1077 poročil z Adelajdo (nemško Adelaide), hčerjo vojvode Rudolfa Švabskega. Rodili sta se mu dve hčeri, ena (po imenu neznana) hči se je poročila z Vladimirjem Volinjskim, druga hči Piroška pa se je preimenovana v Ireno poročila z bizantinskim cesarjem Ivanom II. Komnenom. Ker Ladislav ni imel lastnih sinov, je vzgajal Gézina sinova Kolomana in Álmoša. Álmoša je določil za kralja v Slavoniji, Kolomana pa za škofa v Váradu. To je bilo pričakovati tudi zaradi tega, ker je Álmošu kot najstarejšemu Gézinemu sinu nasledstvo pripadalo po načelu primogeniture.  Ladislav je leta  1095 je vodil pohod proti češkemu kralju, a je med pohodom zbolel in umrl. Umrl naj bi v Nitri, njegov grob pa leži v Nagyváradu (danes Oradea v Romuniji).  Po nepojasnjenih okoliščinah ga je na prestolu namesto starejšega Álmoša nasledil Koloman.

## Dosežki

### Pomiritev s kraljem Salomonom
Pod pritiski ogrskega plemstva, ki je želelo ohraniti stabilnost v kraljestvu, je bil 20. julija 1064 sklenjen dogovor, da Salomonu pripada vloga ogrskega kralja, Géza postane Nitranski vojvoda nad tretjino ogrskega kraljestva na severu in vzhodu, Ladislav pa dobi v upravo področje Bihar (danes županija Hajdú-Bihar in sosednja romunska pokrajina Bihar) Pomiritev odnosov z vladarjem je vodila v zunanjepolitične uspehe kraljestva. Na jugu so se Madžari uspešno vpletali v boj za vpliv nad področjem stare Slavonije, ki se je raztezala od Drave do Gvozda, in za vpliv nad področjem stare Hrvaške južno od Gvozda. V tem času je bil kasnejši hrvaški kralj Dimitrij Zvonimir slavonski ban. Ta je bil sorodstveno povezan z Árpádovci, saj je bila njegova žena Helena Lepa hči Béle I.,  s tem pa Salomonova sestrična in sestra Géze, Ladislava in Lampreta. V tem času so Korošci/Karantanci za kratek čas uspeli razširiti svojo oblast nad del bizantinske Dalmacije, ki je obsegal istransko, Meranijo, kvarnerske otoke in Hrvaško primorje. Po smrti Ulrika Weimar-Orlamundskega leta 1070 je Zvonimirju prav s pomočjo Ogrske uspelo Karantancem oz. Korošcem iztrgati njihove pridobitve in svojo oblast razširiti na Hrvaško primorje in na otoke Krk, Rab in Osor. Vloga Dimitrija Zvonimirja se je okrepila tudi na hrvaškem dvoru, saj je bil od leta 1070 sovladar Petra Krešimira IV. Ti dogodki so predstavljali politično osnovo, da so si vladarji iz dinastije Árpádovcev že kmalu pridobili trdno oblast nad Slavonijo, nato pa tudi hrvaško krono. Madžari so bili uspešni tudi na vzhodu, kjer so leta 1068 kralj in trije princi premagali Pečenege, leta 1071 pa so s skupnimi močmi osvojili pomembno bizantinsko trdnjavo, ki so jo Madžari imenovali Nándorfehérvár (današnji Beograd). V bojih s Pečenegi se je še prav posebej izkazal Ladislav.

### Spor z ogrskim kraljem Salomonom
Toda odnos med kraljem in tremi princi se je kmalu po zmagah skrhal. Pod vprašanjem se je znašla celo Gézina vojvodska oblast, ki si jo je hotel župan Vid, kraljevi svetovalec, pridobiti zase. Od leta 1072 so bile razmere na Ogrskem že v znamenju spopadov, leta 1074 pa je na Ogrskem prišlo do prave državljanske vojne, v kateri je Salomon sprva še uspel premagati vojsko princa Géze, vendar so v naslednjem večjem in odločilnem boju združene čete Géze in Ladislava premagale kraljevo vojsko. Salomon je s krono in zakladnico zbežal v Avstrijo (ki je tedaj obsegala le ozemlje današnje Zgornje in Spodnje Avstrije).

### Vojvoda nad vojvodinoTercia pars regni(Nitransko vojvodino)
V času kratkotrajne vladavine Ladislavovega brata Géze (1074-1077)  je Ladislav vladal Nitranski vojvodini. Nitranska vojvodina je obsegala  več kot tretjino ogrskega kraljestva (zato se je imenovala tudi Tercia pars regni) na severu in vzhodu. 

### Upravljanje in utrjevanje ogrske države
Ogrski kralj Géza je ob svoji smrti leta 1077 zapustil dva mladoletna sinova, Kolomana in  Álmoša, zato je prestol po načelu starešinstva, po katerem prestol deduje najstarejši vladarjev sorodnik, brez nemirov zasedel brat Ladislav.
Ladislav se je uspel povezati z nasprotniki svetorimskega cesarja Henrika IV.,  ki je na ogrskem prestolu hotel ponovno videti Salomona. Za kratek čas se je povezal celo s Salomonom, ki pa je proti njemu koval zaroto, zato ga je dal zapreti v višegrajskem stolpu.Od tam je Salomon uspel pobegniti in je leta 1087 umrl nekje na Hrvaškem, oziroma v neki bitki na Balkanu. V prvem obdobju vladavine se je spopadal s Pečenegi, pri katerih je rovaril Salomon, a je njihove napade uspel odbiti. S Salomonovo smrtjo leta 1087 pa se je v madžarski zgodovini končalo dolgo notranjepolitično konfliktno obdobje, ki je sledilo smrti kralja Štefana. Posledici te umiritve sta bili notranje utrjevanje kraljestva in zunanjepolitični uspehi. 
Na notranjepolitičnem področju je Ladislav je z močno roko naredil konec razgrajanju in s strogimi zakoni v državi zagotovil varnost in red. Izdal je kar tri knjige statutov. Posebej je vladar s strogimi kaznimi ščitil institut zasebne lastnine.  Če je npr. kdo ukradel premoženje, vredno več od ene kokoši, je bil obsojen na smrt. Toda po drugi strani je uvedel navzkrižno zasliševanje zapriseženih prič.V njegovem obdobju se je dokončno izoblikoval tudi sistem kraljevih županij, ki ga je vzpostavil že Štefan I. Vladar je vsake dve leti koval novo serijo državnega denarja. Največji del njegovih  dohodkov so tedaj predstavljale naturalne dajatve, vendar zaradi trgovine na daljavo tudi carine, pa tudi monopol nad izvozom konjev. Dobro premišljena vladarjeva poteza je bila tudi, da so Štefana I., njegovega sina Emerika in škofa Gellérta leta 1083 razglasili za svetnika, dejanje, ki je služilo utrjevanju ogrskega kraljestva.

### Uspehi v zunanji politiki: osvajanje Slavonije in vdor na staro Hrvaško
Ladislav se je zlasti po smrti Salomona uveljavil tudi v zunanji politiki. Ladislava so sorodstvene vezi povezovale s hrvaškim kraljem Dimitrijem Zvonimirjem. Po smrti Dimitrija Zvonimirja leta 1089 so Madžari skušali Hrvaško pridobiti zase, hrvaška politika pa se je razdelila na »ogrsko« in »narodno« stranko. Privrženci kraljice Helene Lepe, Ladislavove sestre, so skušali prestol zagotoviti Ladislavu, te načrte pa je pokvarila akcija Štefana II., ki je bil nečak hrvaškega kralja Petra Krešimirja IV. in zadnji plemenitaš iz vrst Trpimirovićev. Štefan II. je uspel priti iz samostana, kamor ga je dal zapreti že hrvaški kralj Peter Krešimir IV. in postal je novi hrvaški kralj. Kot kaže pa Štefan II. ni imel prave možnosti za vladavino na Hrvaškem in je bil morda tudi bolan. Zvonimirjeva žena Helena Lepa mu ni priznala pravice do prestola in se je zavzemala, da bi zavladal njen brat Ladislav.
Kakorkoli že- Štefanova vladavina je bila zelo kratkotrajna, saj je umrl že leta 1091, po njegovi smrti pa je na Hrvaškem zavladala velika zmeda, v kateri sta se za nasledstvo borili protiogrska stranka in ogrska stranka, ki naj bi delovala pod Heleninim vodstvom. Helena Lepa naj bi se domnevno iz Hrvaške umaknila v Slavonijo in od tam poklicala na pomoč svojega brata Ladislava I. Tudi, če je Helenina vloga pretirana, pa je vsekakor res, da je njena sorodstvena povezava z ogrsko vladarsko hišo Madžarom omogočila vmešavanje v notranjo politiko tedanje hrvaške države. Če ogrskega kralja ni poklicala na pomoč kar Helena, smo lahko gotovi, da so to storili Helenina stranka in dalmatinska mesta.
Toda ogrski vladar se je v boj za hrvaško krono vpletel brez soglasja papeža Urbana II. in bizantinskega cesarja Alekseja I. Komnena. Sprva je vpad potekal gladko: Ladislav je leta 1091 (ali 1092) brez večjega odpora zasedel staro Slavonijo. Tam je svojega nečaka Álmoša postavil za slavonskega vojvodo oziroma celo za »kralja« Ladislavu je v Slavoniji celo začel uvajati županijski sistem po ogrskem vzoru, obenem pa je ustanovil zagrebško škofijo. Slavonijo so po zasedbi sicer ves čas posebej upravljali, pod  Álmošem kot vojvodino, kasneje pa so obnovili hrvaško-slavonsko pravno institucijo banstva. Tudi poznejši vladarji so upoštevali posebnosti hrvaške ozemeljske organiziranosti in rabo hrvaškega jezika.
Skoraj hkrati z osvojitvijo Slavonije je leta 1091 (ali 1092) Ladislav zasedel del hrvaškega Primorja, če ne celo večine Hrvaške. Toda čeprav je Ladislav za kratek čas uspel vdreti tudi na ozemlje stare Hrvaške, se je moral nadaljnjemu prodoru odreči zaradi napada Kumanov, ki jih je nadenj verjetno naščuval bizantinski cesar Aleksej I. Komnen. V Dalmaciji in na Hrvaškem se je poleg tega beneški vpliv tako okrepil, da se je dož razglašal ne le za kneza Dalmacije, ampak tudi že za kneza Hrvaške. V takšnih razmerah je Hrvatom, ki so bili verjetno povezani z bizantinskim cesarjem Aleksejem, za svojega vladarja uspelo izbrati Petra .  Morda je temu vladarju za kratek čas celo uspelo, da je Álmoša pregnal in obnovil hrvaško oblast nad staro Slavonijo.
S protiogrskim gibanjem na Hrvaškem je opravil šele Ladislavov naslednik Koloman. Ladislav je namreč leta 1095 vodil pohod proti češkemu kralju, a je med njim zbolel in umrl.

### Ladislav Sveti
Leta 1192 so Ladislava razglasili za svetega. Sv. Ladislav goduje 27. junija, velja pa za zaščitnika Madžarske in za zaščitnika pred kugo. Nenavadno je, da je Sv. Ladislav kot svetnik včasih upodobljen z bojnim kladivom. Sicer pa je njegov simbol tudi dolgi meč. O Sv. Ladislavu so se na Madžarskem sicer že kmalu spletle številne legende.

## Ladislav v legendah
Po eni od legend naj bi Ladislav med molitvijo lebdel nad tlemi. Med nekim obleganjem naj bi Ladislav molil za vodo, njegov konj pa naj bi s kopiti udaril na zemljo, ven pa naj bi pritekla voda. Spet drugič naj bi se Ladislavova vojska umaknila pred preganjalci tako, da je njegov konj po opravljeni molitvi z nogami udaril v tla in v gori se je odprla soteska, skozi katero se je umaknila ogrska vojska. Ladislavu med drugim že od druge polovice 14. stoletja pripisujejo tudi dogodek, ki naj bi se zgodil leta 1345, ko so se Madžari vojskovali z Mongoli. Tedaj naj bi se zgodil čudež z njegovimi relikijami- in sicer naj bi Ladislavova glava bila videti kot živa. Podobno kot Sv. Jakob se je po svoji smrti tudi Ladislav med bitko pojavil na čelu ogrske vojske. Zelo znana je legenda, ki je nastala v 13. stoletju, in ki govori o boju Sv. Ladislava s poganskim Kumanom, ki je med plenilskim pohodom ugrabil in posilil mlado žensko. V Ladislavovih bojih s Kumani se zgodovinska osnova prelije v mit. Tako naj bi Kumanom, ki se bojujejo z Ladislavom, iz ust prišel ogenj ali pa hudi duh. Znana je tudi legenda o zdravilni zeli, po kateri naj bi Ladislav v zrak izstrelil puščico, in ko naj bi ta padla na tla in zadela določeno rastlino, bi ta rastlina postala zdravilna ter bi pozdravila vse bolezni. Puščica naj bi pristala na encijanu. Legende, ki so se o Ladislavu spletale že v 13. stoletju, so od 14. stoletja dalje prikazane tudi na srednjeveških stenskih poslikavah, pa tudi v Ogrskem anžuvinskem legendariju.